# Petliakov Pe-3
El Petliakov Pe-3 fue la versión de largo alcance de caza pesado del exitoso bombardero táctico Petlyakov Pe-2. Los soviéticos, decidieron tomar el mismo camino en  su desarrollo que habían tomado previamente los alemanes con el Ju 88 y los británicos con el Mosquito, algunas fuentes, apuntan a que los trabajos en el prototipo de gran altitud VI-100, del cual se desarrollan tanto el Pe-2 como el Pe-3, fueron desarrollados por el ingeniero Vladimir Petliakov a partir de mediados del año 1938

## Desarrollo
A comienzos del año 1941 a una versión de caza pesado, modificada a partir del bombardero táctico Pe-2 se le dio la designación Pe-3. Era un aparato biplaza (en contraposición al bombardero, que era un tres plazas), en el cual, el artillero, se sentaba de espaldas al piloto para repeler posibles acercamientos por popa. La bahía de bombas, era reemplazada por una mayor capacidad de portar combustible. Únicamente  23 Pe-3 pudieron ser construidos antes del inicio de la invasión alemana y la producción, fue finalizada durante el verano de 1941 cuando cada aparato Pe-3 que permanecía en la línea de producción, era modificado antes de salir de las líneas de montaje a la versión Pe-3bis. Se construyeron en torno a 1.300 unidades entre todas las versiones, especialmente de la versión de caza nocturno.
Realizó su primer vuelo el 7 de agosto de 1941 con  S.I.Sofronova los mandos.
Partiendo de este aparato, se evolucionó la variante Pe-2R con unos tanques de combustibles de mayor tamaño para poder realizar reconocimientos fotográficos a larga distancia. Por su parte, el Pe-3, fue empleado especialmente  como cazabombardero o bien como avión de reconocimiento, misiones en las que dio un buen resultado.

## Variantes
Pe-3bisversión de caza nocturno biplaza, su armamento constaba de un cañón ShVAK de 20 mm, una ametralladora de 12,7 mm y tres de 7,62 mm en la proa; los aparatos de serie tardía llevaban dos cañones ShVAK de 20 mm y tres ametralladoras de 12,7 mm; la mayoría de estos aviones podían embarcar tres bombas de 100 kg en la bodega y soportes subalares de lanzamiento para ocho cohetes RS-82. 300 unidades construidas.
Pe-3Mversión de caza biplaza de 1943, con dos motores KIlimov VK-105PF de 1.260 Cv. (940-kW). El Pe-3M estaba armado con dos cañones ShVAK de 20 mm, tres ametralladoras de 12,7 mm y una carga máxima de bombas de 700 kg.
Pe-3RVersión de caza biplaza y reconocimiento, con una instalación de cámaras verticales y oblicuas.

## Operadores
Finlandia
- Fuerza Aérea de Finlandia operó un aparato capturado (PE-301).

- Fuerza Aérea Soviética

## Especificaciones
Referencia datos: 

### Características generales
- Tripulación: 2: piloto y artillero dorsal
- Longitud: 12,6 m (41 pies y 4,5 pulgadas)
- Envergadura: 17,16 m (56 pies y 3,6 pulgadas)
- Altura: 3,42 m (11 pies y 2,6 pulgadas)
- Peso vacío: 5.870 kg (12.941 libras)
- Peso máximo al despegue: 8.040 kg
- Planta motriz: 2× Klimov M-105PF, V-12 refrigerado por líquido.
  - Potencia: 890 kW (1193 HP; 1210 CV) cada uno.
- Hélices: 1× 2 por motor.

### Rendimiento
- Velocidad máxima operativa (Vno): 530 km/h 329 mph
- Alcance: 1700 km (918 nmi; 1056 mi)
- Techo de vuelo: 8800 m (28 871 ft)
- Régimen de ascenso: 8,3 m/s (1634 ft/min)

### Armamento
- Ametralladoras: 3× 

  - 2x ametralladoras de 7,62 mm.
  - 1x ametralladora UBT de 12,7 mm en la torreta dorsal.

- Cañones: 2× ShVAK de 20 mm.

### Aeronaves similares
- De Havilland Mosquito
- Ju 88
- Messerschmitt Bf 110
- P-38
- Tu-2

### Secuencias de designación
Pe-1 - Pe-2 - Pe-3 - Pe-4 - Pe-8